# Maison François-Xavier-Garneau
La maison François-Xavier-Garneau est une maison de style néoclassique construite en 1864 située au 14, rue Saint-Flavien dans le Vieux-Québec. Elle est la dernière demeure de l'historien François-Xavier Garneau, ainsi que le lieu de la naissance du cardinal Maurice Roy. Elle a été classée comme immeuble patrimonial en 1966.
Elle est ouverte au public en 1992 et elle est l'une des rares maisons du Vieux-Québec accessibles aux visiteurs.

## Histoire
La maison François-Xavier-Garneau a été construite en 1864 d'après les plans de l'architecte Joseph-Ferdinand Peachy pour le compte d'Abraham Hamel, le frère du peintre Théophile Hamel. Elle fait partie d'un ensemble de quatre maisons en rangée offerte en location. Elle est louée en 1865 à l'historien François-Xavier Garneau (1809-1866), qui y passe les derniers moments de sa vie.
Elle est ensuite louée par l'écrivain Napoléon Legendre (1841-1907), le grand-père du cardinal Maurice Roy, qui nait dans la maison en 1905. En sert aussi de résidence au juge en chef de la Cour de magistrat Ferdinand Roy. Elle est occupée par la famille Patry de 1916 à 1988.
La maison est classée comme immeuble patrimonial le 29 mars 1966. En 1988, elle est achetée par Claude Doiron, qui la restaure et l'ouvre au public en 1992. En 1998, elle est achetée par l'homme d'affaires Louis Garneau, qui poursuit la mise en valeur de cette rare maison historique accessible aux visiteurs. Elle est revendue à Pierre Karl Péladeau en 2023.